# Hate It or Love It
"Hate It or Love It" is de tweede single van The Documentary, het debuutalbum van Amerikaanse rapper The Game. Het nummer is geproduceerd door Cool & Dre, en scoorde goed in de charts. Het haalde de 2e positie in de Billboard Hot 100 en de 4e in Engeland. In Nederland piekte het op #4 en in België op #13.

## Sample
Het nummer bevat een sample van het nummer 'Rubber Band' van 'The Trammps'.

## Charts
| Chart                               | Hoogste positie |
| ----------------------------------- | --------------- |
| Australische ARIA Single Top 50     | 21              |
| Belgische Ultratop 50               | 19              |
| Deense Single Top 40                | 17              |
| Duitse Single Top 100               | 14              |
| Engelse Single Top 75               | 4               |
| Franse Single Top 100               | 42              |
| Ierse Single Top 50                 | 5               |
| Nederlandse Top 40                  | 5               |
| Nieuw-Zeeland Single Top 40         | 3               |
| Noorse Single Top 20                | 19              |
| Oostenrijkse Single Top 75          | 23              |
| United World Chart                  | 10              |
| VS Billboard Hot 100                | 2               |
| VS Hot R&B/Hip-Hop Singles & Tracks | 1               |
| VS Hot Rap Tracks                   | 1               |
| Zwitserse Single Top 50             | 12              |